# Haramiyaviidae
De Haramiyaviidae zijn een familie van uitgestorven zoogdieren behorend tot de onderklasse der Allotheria. De familie werd benoemd door P. M. Butler om Haramiyavia een plaats te geven. Haramiyavia is vooralsnog het enige geslacht van de familie der Haramiyaviidae.
De familie bestond uit kleine, vroege zoogdiertjes die vermoedelijk nog eieren legden. Ze leken oppervlakkig op knaagdieren en een verwante groep, de Multituberculata, nam zelfs de ecologische niche van knaagdieren in voordat de echte knaagdieren evolueerden. Uiteindelijk werden zij weggeconcurreerd door de echte knaagdieren.
Hoewel de Haramiyaviidae meestal met de andere families van de orde der Haramiyida als zoogdieren beschreven worden is het ook goed mogelijk dat het leden van de onderorde der Cynodontia waren. In dit geval zouden ook de multituberculaten tot deze onderorde behoren, wat zou betekenen dat de orde der Therapsida, waar de Cynodontia een orde van is, tot in het Oligoceen zou hebben overleefd.